# باتشات جوكار (مارغون)
باتشات جوکار (بالفارسية: پاچات جوکار) هي قرية تقع في إيران في قسم مارغون الريفي. يقدر عدد سكانها بـ 18 نسمة بحسب إحصاء 2016.